# Ајлшајд
Ајлшајд (њем. Eilscheid) општина је у њемачкој савезној држави Рајна-Палатинат. Једно је од 235 општинских средишта округа Ајфелкрајс Битбург-Прим. Према процјени из 2010. у општини је живјело 44 становника. Посједује регионалну шифру (AGS) 7232217.

## Географски и демографски подаци
Ајлшајд се налази у савезној држави Рајна-Палатинат у округу Ајфелкрајс Битбург-Прим. Општина се налази на надморској висини од 521 метра. Површина општине износи 2,4 km². У самом мјесту је, према процјени из 2010. године, живјело 44 становника. Просјечна густина становништва износи 18 становника/km².